# Nadežda Alilujeva
Nadežda Sergejevna Alilujeva, sovjetska strojepiska, pomočnica in študentka strojništva, * 22. november 1901 Baku, Gubernija Baku, Kavkaz, Rusko Cesarstvo † 9. november 1932 Moskva, Sovjetska zveza.
Bila je druga in zadnja žena sovjetskega predsednika Josifa Stalina. Rodila se je v Bakuju, odraščala pa je v Sankt Peterburgu. Ker je Stalina poznala od mladih nog, se je z njim poročila, ko je imela 18 let, in imela sta dva otroka. Alliluyeva je delala kot tajnica boljševiških voditeljev, vključno z Vladimirjem Leninom in Stalinom, preden se je vpisala na industrijsko akademijo v Moskvi, da bi postala inženirka. Imela je zdravstvene težave, kar je zelo slabo vplivalo na njen odnos s Stalinom. Sumila je tudi, da je Stalin nezvest, zaradi česar se je z njim pogosto prepirala. Večkrat naj bi Alilujeva razmišljala, da bi zapustila Stalina, vendar je po prepiru zgodaj zjutraj 9. novembra 1932 storila samomor, tako, da se je ustrelila.